# Nothocasis dissoluta
Nothocasis dissoluta là một loài bướm đêm trong họ Geometridae.